# Osnivački kapital privrednih društava
Privredna društva su u svakoj zemlji veoma važni privredni subjekti. Svaki zakonski oblik privrednog društva ima i svoja specifična obeležja koja ga čine posebnim i samostalnim privrednim subjektom. U Zakonu o privrednim društvima u članu 2 stav 1 navodi se da je:
Privredno društvo je pravno lice koje samostalno obavlja privrednu delatnost radi sticanja dobiti.
Privredno društvo je tvorevina njegovih osnivača. Nastalo je jer su njegovi osnivači hteli i svoju volju su izrazili u ugovoru o njegovom osnivanju. Bitno je da su u pitanju pravna lica kao organizovani kolektivi ljudi koji ostvaruju dozvoljenu delatnost, odnosno cilj i kojima je pravni poretkom priznato svojstvo subjekta prava, kao sposobnosti da budu nosioci prava, obaveze i odgovornosti. 
Privredno društvo je poslovni subjekat sa statusom pravnog lica koji samostalno obavlja delatnost proizvodnje , prodaje i vršenja usluga na tržištu u cilju sticanja dobiti. Ono predstavlja skup dva ili više fizičkih ili pravnih lica sa pravnim statusom, sa ciljem obavljanja registrovane delatnosti pod personalnom ili realnom firmom, na osnovu udruživanja određenih uloga izraženih u deonicama ili u ulozima i da ostvare određenu dobit.
Osnovni, odnosno zakonski elementi svakog društva su:
1. da je društvo ugovorena tvorevina, jer nastaje na osnovu ugovora, osim kad je osnivač jedno lice.
2. da je privredno društvo pravno lice, sem nekih izuzetaka.
3. da privredno društvo nastaje udruživanjem kapitala osnivača
4. da društvo samostalno obavlja registrovanu delatnost.
5. da je društvo profitna organizacija koja obavlja svoju delatnost radi sticanja dobiti.
6. da je imovinskopravno odgovorno za svoje obaveze[1]

## Ulozi u privrednim društvima
U osnivački kapital privrednih društva ulaze osnovna i obrtna sredstva u obliku novca, stvari i prava kao i izvršenog rada i usluga

### Novac
Novac se može pojavljivati u okviru osnovnih sredstava, obrtnih sredstava, sredstva rezervi i sredstva zajedničke potrošnje.

#### Osnovna sredstva u obliku novca
Osnovnim sredstvima u obliku novca smatraju se samo izdvojena novčana sredstva za investicije

#### Obrtna sredstva u obliku novca
Obuhvataju:
1. Novac u blagajni
2. Novac na žiro računu
3. Novac na pročlaznom računu u vezi sa naplatom zajedničkog prihoda
4. Novac na deviznom računu
5. Otvoreni akreditivi
6. Novac na izdvojenim računima za tekuće potrebe.[2]

### Stvari
Stvari se mogu pojavljivati u okviru osnovnih sredstva, obrtnih sredstva i sredstva zajednicke potrošnje.

#### Osnovna sredstva u obliku stvari
Obuhvataju:
1. zemljište
2. Građevine obuhvataju objekte visoke gradnje, niske gradnje, hidrogradnje i druge radove građevinskog karaktera.
3. opremu:
  - mašine
  - uređaji i postrojenja
  - sredstva transporta i veze
  - instrumenti i alati
  - inventar i nameštaj
  - šume i dugogodišnje zasade
  - osnovno stado

#### Obrtna sredstva u obliku stvari
Obuhvataju:
1. materijal u širem smislu
2. sitan inventar u širem smislu
3. gotove proizvode i trgovinsku robu.[3]

### Prava
Prava se mogu pojavljivati u okviru osnovnih sredstava, obrtnih sredstava, sredstava rezervi, sredstva zajedničke potrošnje kao i plasmana sredstava

#### Osnovna sredstva u obliku prava
Obuhvataju:
1. Materijalna prava
2. Osnivačka ulaganja
3. Potraživanja u vezi sa izgradnjom osnovnih sredstava

#### Obrtna sredstva u obliku prava
Obuhvataju:
1. Kratkoročne hartije od vrednosti
2. Tekuća potraživanja
3. Neukalkulisane troškove
4. Nedospele rashode.[4]

## Pravne forme privrednih društva
Privredna društva se organizuju u skladu sa Zakonom o privrednim društvima "Sl.glasnik RS", br.36/2011.
Ortačko društvo (OD)
Ortaci kao ulog u OD mogu uneti novac, stvari i prava ali i rad i usluge.
Po pravilu su udeli ortaka jednaki ali se može predvideti i drugačije u kom slučaju ortaci mogu imati i različita prava i obaveze prema društvu.
Po zakonu novčani udeo nije obavezan
Komanditno društvo (KD)
Komplementari i komanditori kao ulog u KD mogu uneti novac, stvari i prava ali i rad i usluge. Po pravilu su udeli ortaka jednaki ali se može predvideti i drugačije u kom slučaju ortaci mogu imati i različita prava i obaveze prema društvu.
Po zakonu novčani udeo nije obavezan
Akcionarsko društvo (otvoreno ili zatvoreno) (AD)
Osnovni kapital AD-a može biti podeljen na novčani deo (ulog koji je unesen u novcu) i nenovčani deo (ulog koji je unesen u stvarima i pravima ali ne u radu i uslugama). 
Novčani deo mora iznositi najmanje 3.000.000,00 dinara
Društvo s ograničenom odgovrnošću (DOO)
Osnovni kapital DOO-a može biti podeljen na novčani deo (ulog koji je unesen u novcu) i nenovčani udeo (ulog koji je unesen u stvarima i pravima).
Novčani deo mora iznositi najmanje 100,00 dinara.

## Spoljašnje veze
- PKS - privredna komora srbije
- APR - agencija za privredne registre
- Zakon o privrednim društvima